# Terpna pictaria
Terpna pictaria är en fjärilsart som beskrevs av Moore 1888. Terpna pictaria ingår i släktet Terpna och familjen mätare. Inga underarter finns listade i Catalogue of Life.